# 土卫二十四
土卫二十四（基维尤克，Kiviuq）是环绕土星运行的一颗顺行卫星。由布雷特·J·格拉德曼于2000年发现，当时临时编号为S/2000 S 5。2000年，以因纽特神话中的巨人基维尤克（Kiviuq，也拼作Keeveeok、Qiviuq或Kivioq）来命名。基维尤克在因纽特神话中的地位类似于希腊神话中的奥德修斯。

## 概述
土卫二十四直径约为16千米，绕土星公轉周期约为450天，轨道半长轴约为1110万千米，属于土星的因纽特卫星群。